# Xanthoparmelia buedelii
Xanthoparmelia buedelii är en lavart som beskrevs av O. Blanco, A. Crespo, Elix, D. Hawksw. & Lumbsch. Xanthoparmelia buedelii ingår i släktet Xanthoparmelia och familjen Parmeliaceae.   Inga underarter finns listade i Catalogue of Life.